# جاسم البحر
جاسم البحر (1942 -2008) رجل أعمال كويتي. البحر حاصل على شهادة البكالوريوس في العلاقات الدولية من جامعة جنوب كاليفورنيا ـ الولايات المتحدة الاميركية، عام 1967. وحاصل على شهادة الماجستير في الإدارة من جامعة جنوب كاليفورنيا ـ الولايات المتحدة الاميركية، عام 1969.
بدأ جاسم محمد البحر حياته المهنية في عام 1970كرئيس لقسم المعدات في شركة محمد عبد الرحمن البحر، وكيل كاتربيلر في الكويت، البحرين، قطر، الامارات العربية المتحدة وسلطنة عمان، خلال هذه الفترة انتخب جاسم محمد البحر عضوا في مجلس إدارة الشركة الدولية الكويتية للاستثمار ثم رئيسا لمجلس الإدارة والعضو المنتدب، حيث شغل هذا المنصب من عام 1987حتى عام 2000، كما شغل منصب رئيس صندوق الكويت والبرتغال، حيث تمت المساهمة من خلال هذا الصندوق في شركة اسبارت، جزء من مجموعة اسبيريتو سانتو، وفي مجموعة سافيوتي وفي فندق دوم بيرو في البرتغال.
هذا، وشغل جاسم محمد البحر منصب رئيس مجلس الإدارة والعضو المنتدب لشركة الاستشارات المالية الدولية (ايفا) منذ مايو 2002، كما شغل منصب رئيس مجلس إدارة شركة الاستثمارات المتحدة البرتغال Uip، الشركة المستثمرة في كل من فندق شيراتون الجارف ومنتجع باين كليفس. وقد انتخب عضوا في مجلس إدارة البنك التجاري البرتغالي. كما انتخب جاسم البحر عضوا في مجلس إدارة شركة المملكة للاستثمارات الفندقية، والتي يرأسها صاحب السمو الملكي الأمير الوليد بن طلال بن عبدالعزيز آل سعود، وعضوا في اللجنة التنفيذية للشركة ذاتها.

## المؤهلات العلمية
الشهادة الثانوية: حسب النظام الإنكليزي.
الشهادات الجامعية:
- 1961– 1962: دبلوم برنامج العلاقات الدولية من مدرسة لندن للاقتصاد.
- 1964– 1967: دبلوم علوم سياسية وعلاقات دولية من جامعة جنوب كاليفورنيا.
- 1968– 1969: ماجستير علوم إدارية من جامعة جنوب كاليفورنيا.

## المؤهلات العملية
- 1970– 1990: رئيس شركة محمد عبد الرحمن البحر.
- 1977– 1986: عضو مجلس الإدارة - البنك التجاري الكويتي.
- 1973-1981: عضو مجلس الإدارة - الشركة الدولية الكويتية للاستثمار.
- 1981-1987 : نائب الرئيس - الشركة الدولية الكويتية للاستثمار.
- 1987- 2000 : رئيس مجلس الإدارة والعضو المنتدب الشركة الدولية الكويتية للاستثمار.
- 1992 إلى 2008: رئيس مجلس الإدارة والرئيس التنفيذي الاستثمارات المتحدة – البرتغال شيراتون الغارف – منتجع باين كلفس.
- 1988 إلى 2008: رئيس مجلس الإدارة - صندوق الكويت والبرتغال.
- 1987 إلى 2008: رئيس مجلس الإدارة والعضو المنتدب آي اتش آر – الشركة العالمية للفنادق والمنتجعات شركة عبارية في لوس أنجلوس.
- 1996 - 1998: نائب الرئيس - الشركة الدولية للمشروعات الاستثمارية.
- 1998 إلى 2008: رئيس مجلس الإدارة والعضو المنتدب - الشركة الدولية للمشروعات الاستثمارية.
- 1999 إلى 2008: رئيس مجلس الإدارة - شركة آر سي آي الشرق الاوسط.
- 1999 إلى 2008: عضو مجلس الإدارة - البنك التجاري البرتغالي.

### نشاطات أخرى
- رئيس جمعية القلب الكويتية.
- عضو مجلس الإدارة المؤسسة الكويتية ـ الاميركية.
- عضو مجلس الإدارة الجمعية الكويتية لتقدم الطفولة العربية.